# NGC 4842
NGC 4842 est une paire de galaxies elliptiques située dans la constellation de la Chevelure de Bérénice. Cette paire de galaxies a été découverte par l'astronome prussien Heinrich Louis d'Arrest en 1865.
La galaxie au nord est PGC 44337 et celle au sud est PGC 44338. Elles sont aussi désignées respectivement par NGC 4842A et par NGC 4842B par la base de données NASA/IPAC. La vitesse de PGC 44337 par rapport au fond diffus cosmologique est de 7 583 ± 19 km/s, ce qui correspond à une distance de Hubble de 111,8 ± 7,8 Mpc (∼365 millions d'al) et celle de PGC 44338 est de 7 506 ± 24 km/s, ce qui correspond à une distance de Hubble de 110,7 ± 7,8 Mpc (∼361 millions d'al).
À ce jour, une seule mesure non basée sur le décalage vers le rouge (redshift) a été effectuée pour PGC 44337. La distance obtenue est d'environ 115,000 Mpc (∼375 millions d'al). Cette valeur est à l'intérieur des valeurs de la distance de Hubble
Selon la base de données Simbad, PGC 44338 (identifié à la seule galaxie au sud) est une galaxie LINER, c'est-à-dire une galaxie dont le noyau présente un spectre d'émission caractérisé par de larges raies d'atomes faiblement ionisés.
La galaxie PGC 44337 au nord est indiquée par N: dans l'encadré et PGC 44338 au sud par S:. Lorsqu'il n'y a qu'une donnée, elle s'applique aux deux galaxies.
Les désignations DRCG 27-30 et DRCG 27-23 sont utilisées par Wolfgang Steinicke pour indiquer que ces galaxies figurent au catalogue des amas galactiques d'Alan Dressler. Les nombres 27, 30 et 23 indiquent respectivement que c'est le 27e amas de la liste, soit Abell 1656 (l'amas de la Chevelure de Bérénice), puis les 30e et 23e galaxies de cet amas. Dressler indique que ce sont des galaxie lenticulaires de type S0.

## Découverte
Certaines sources consultées présentent NGC 4842 comme étant une paire de galaxies,, découverte par d'Arrest. D'ailleurs, d'Arrest a écrit dans ses notes que l'objet qu'il observait à un grossissement de 280 x était résolu en un système double avec un compagnon très pâle, presque un compagnon stellaire, à 30" du centre. Le compagnon dont il s'agit est la galaxie PGC 44338 que l'on voit sur les images modernes et que plusieurs sources désignent comme NGC 4842B. Certaines sources, comme la bases de données Simbad, considèrent que NGC 4842 est la seule galaxie située au nord, soit PGC 44337. Simbad désigne aussi la galaxie au sud comme étant MCG 05+31-31 ou encore NGC 4842B.